# Kuorinka
Kuorinka eller Kuorinkajärvi är en sjö i Finland. Den ligger i kommunen Libelits i landskapet Norra Karelen, i den sydöstra delen av landet, 400 km nordost om huvudstaden Helsingfors. Kuorinka ligger 87,3 meter över havet. Den är 31,6 meter djup. Arean är 12,92 kvadratkilometer och strandlinjen är 22,03 kilometer lång. Sjön  ingår i Vuoksens huvudavrinningsområde.   I omgivningarna runt Kuorinka växer i huvudsak blandskog. Den sträcker sig 5,7 kilometer i nord-sydlig riktning, och 3,9 kilometer i öst-västlig riktning.
I övrigt finns följande i Kuorinka:
- Tyttösaari (en ö)
- Saunasaari (en ö)
- Marjosaari (en ö)
- Selkäsaari (en ö)
- Suurisaari (en ö)